# 学校法人新渡戸文化学園
学校法人新渡戸文化学園（がっこうほうじんにとべぶんかがくえん）は、東京都中野区にある学校法人。学校法人としての設立は1951年。新渡戸稲造が校長としてかかわった女子経済専門学校を起源に持つ。2008年に「学校法人東京文化学園」から現名称に変更した。2019年6月～理事長は平岩国泰。

## 沿革

### 前史
1927年（昭和2年）、東京市本郷区元町（現在の文京区本郷2丁目）に「女子文化高等学院」を設立したことをもって学園の創設としている。初代理事長は新渡戸稲造の弟子である森本厚吉（北海道帝国大学農科大学教授）、学院長は厚吉の夫人である森本セイ（静子）。1928年、女子文化高等学院は女子専門学校に昇格して学校名を「女子経済専門学校」と改め、校長に新渡戸稲造を迎えた。
1931年には中野区にあった高等女学校の経営を引き継ぎ「女子経済専門学校附属高等女学校」を開設。新渡戸は1933年に没するまで、女子経済専門学校と附属高等女学校の校長を務めた。女子経済専門学校は1934年に中野区へ移転し、1944年に「東京女子経済専門学校」と改称した。
第二次世界大戦後の1946年には女子経済専門学校附属幼稚園を開設、学制改革に伴い1947年に女子経済専門学校附属高等女学校は東京経専中学校・高等学校となる。1948年には東京経専小学校を開設した。
1950年、東京文化短期大学を開設。附属の学校もそれぞれ東京文化高等学校・東京文化中学校・東京文化小学校・東京文化幼稚園と改称した。

### 学校法人設立以後
1951年、私立学校法公布により、財団法人東京女子経済専門学校を学校法人東京文化学園に組織変更（理事長：橋本寛敏）。1955年には、短大の医学技術研究室（1952年設置）を発展させるかたちで東京文化医学技術学校を開設した。この学校は1976年に東京文化医学技術専門学校に昇格したが、2008年に閉校している。また、1987年には専門学校東京文化学園ビジネスアカデミーを設置している（1995年休校、のち閉校）。
2008年、法人名を学校法人新渡戸文化学園と変更。2010年には「東京文化短期大学」を「新渡戸文化短期大学」としたのをはじめとして、設置学校の名称を改めた。2011年には新渡戸文化アフタースクールを開校している。

## 設置校
- 新渡戸文化短期大学
- 新渡戸文化中学校・高等学校
- 新渡戸文化小学校
- 新渡戸文化アフタースクール
- 新渡戸文化子ども園（幼稚園）

### かつての設置校
- 東京文化医学技術専門学校（1955年 - 2008年）[2]。
- 専門学校東京文化学園ビジネスアカデミー（1987年 - 1995年）[2]。